# Identificador de objeto
Monitoramento das OIDs em redes, especificamente para equipamentos GPONs, ONUs e OLTs, o banco é estruturado em arvore então segue o padrão das MIBs públicas e privadas Management information base e pode ser feito get e walks para trazer o retorno das variáveis, exemplo de um get no smnp: 
snmpget -v2c -c [Community string] [IP address of the host] [OID for update check]
Toda MIB contem um identificador único para OLTs que seria o sysObjectID , além do identificador único também é possivel através das MIBs, buscar qualquer tipo de informação do hardware. como IP, temperatura, MAC, quantidade de ONUs e IPs atribuídos.
Em computação, um identificador de objeto ou IDO, do inglês object identifier (OID), é um identificador usado para nomear um objeto (comparar com URN). Estruturalmente, um IDO consiste de um nó em um espaço de nomes atribuído hierarquicamente, formalmente definido usando o padrão ASN.1 do ITU-T, x.690. Números sucessivos de nós, começando na raiz da árvore, identificam cada nó na árvore. Projetistas configuram novos nós registrando-os sob a autoridade de registro de nós. A raiz da árvore contem os três seguintes arcos:
- 0: ITU-T
- 1: ISO
- 2: conjunto-iso-itu-t

Em programação de computador, um identificador de objeto geralmente toma a forma de um inteiro ou ponteiro específico de implementação que identifica unicamente um objeto. Entretanto, IDOs são uma abordagem específica para criação globalmente de identificadores de objeto únicos em um sistema distribuído.